# The Texas Chainsaw Massacre: The Beginning
The Texas Chainsaw Massacre: The Beginning er en amerikansk film fra 2006. Filmen er en forløber til The Texas Chainsaw Massacre som kom i 2003 og som var en nyindspilning af originalen fra 1974.
Taglines:
- Every Legend Has a Beginning.
- The Only Thing More Shocking Than How It Ended, Is How It All Began.
- Witness the Birth of Fear.

## Skuespillere
| Skuespiller/skuespillerinde | Rolle                       |
| --------------------------- | --------------------------- |
| Jordana Brewster            | Chrissie                    |
| Taylor Handley              | Dean Hill                   |
| Diora Baird                 | Bailey                      |
| Matthew Bomer               | Eric Hill                   |
| R. Lee Ermey                | Sheriff Hoyt                |
| Andrew Bryniarski           | Thomas Hewitt / Leatherface |
| Lee Tergesen                | Holden                      |
| Cyia Batten                 | Alex                        |
| L.A. Calkins                | Sloane                      |
| Tim De Zarn                 | Employer                    |
| Terrence Evans              | Old Monty                   |
| Kathy Lamkin                | Tea Lady                    |
| Marietta Marich             | Luda Mae Hewitt             |
| Marcus H. Nelson            | Lackey                      |
| Emily Kaye                  | Biker                       |
| Lew Temple                  | Sheriff Winston             |

- Karaktererne Henrietta og Jedidiah Hewitt, to familiemedlemmer fra den originale film, er ikke tilstede i forløberen.